# Ricardo Franco (actor)
Ricardo Franco Sierra (Aguascalientes, México, 4 de septiembre de 1981) es un actor mexicano de televisión.

## Carrera
Es egresado del Centro de Educación Artística de Televisa (CEA). Hizo su debut en la pantalla chica en 2008 participando en varios episodios del programa unitario  La rosa de Guadalupe y con una breve participación en la telenovela Querida enemiga. En 2009, participó en la serie Mujeres asesinas y en la telenovela Mi pecado, en 2010 participó en Llena de amor.
En 2011 la productora MaPat le da la oportunidad de antagonizar la telenovela Ni contigo ni sin ti con el nombre de José Carlos.
Un año más tarde participó en la telenovela Amor bravío junto a Silvia Navarro y Cristián de la Fuente.

## Filmografía

### Televisión
| Año       | Título                    | Personaje                |
| --------- | ------------------------- | ------------------------ |
| 2024-2025 | Amor amargo               | Joaquín Ardila           |
| 2023-2024 | Nadie como tú             | Tristán Gamero           |
| 2022      | Amor dividido             | Ramiro Salcedo           |
| 2021-2022 | Mi fortuna es amarte      | Félix                    |
| 2020      | Esta historia me suena    | Daniel                   |
| 2019-2020 | Sin miedo a la verdad     | Teniente Nico            |
| 2019      | Silvia Pinal, frente a ti | Jorge Negrete            |
| 2018      | Hijas de la luna          | Genaro Roldán            |
| 2017      | Mi adorable maldición     | Dr. Marco Lascuráin      |
| 2016      | Mujeres de negro          | Rico                     |
| 2015-2016 | Simplemente María         | Laureano Calleja         |
| 2015      | Lo imperdonable           | Julio Luna               |
| 2015      | Que te perdone Dios       | Gerardo López-Guerra     |
| 2014      | La gata                   | Edgar Suárez             |
| 2013-2014 | Quiero amarte             | Salvador Romero          |
| 2013      | Corazón indomable         | Eduardo Quiroga          |
| 2012      | Amor bravío               | Rodolfo Lara             |
| 2011      | Ni contigo ni sin ti      | José Carlos Rivas Olmedo |
| 2010      | Llena de amor             | Alfredo                  |
| 2009      | Mi pecado                 | Miguel Molina            |
| 2008      | Querida enemiga           | Fernando                 |
| 2007      | Amar sin límites          | Dr. Linares              |

### Programas
| Año       | Programa             | Personaje                 |
| --------- | -------------------- | ------------------------- |
| 2009-2010 | Mujeres asesinas     | Teniente Morán / DIEM     |
| 2008-2017 | La rosa de Guadalupe | Franco / Flavio / Gustavo |

## Premios y nominaciones

### Premios TVyNovelas
| Año  | Categoría           | Telenovela        | Resultado |
| ---- | ------------------- | ----------------- | --------- |
| 2014 | Mejor actor juvenil | Corazón indomable | Nominado  |